# Devaradderahatti, Athni
Devaradderahatti là một làng thuộc tehsil Athni, huyện Belgaum, bang Karnataka, Ấn Độ.